# سلمان المؤشر
سلمان المؤشر (عربی: سلمان المؤشر؛ زادهٔ ۵ اکتبر ۱۹۸۸) یک بازیکن فوتبال اهل عربستان سعودی است.
از باشگاه‌هایی که در آن بازی کرده‌است می‌توان به الاهلی عربستان، الهلال عربستان، القادسیه عربستان، الوحده عربستان اشاره کرد.

## تیم ملی
وی همچنین در تیم ملی فوتبال عربستان سعودی بازی کرده است.